# Ҝ (слово ћирилице)
Ҝ ҝ (Ҝ ҝ; искошено: Ҝ ҝ) је слово ћириличног писма. Зове се К са усправним потезом. Његов облик је изведен од ћириличног слова К (К к) додавањем потеза кроз кратку водоравну траку у средишту слова.
К са усправним потезом се користи у азерском језику, где представља звучни палатални плозив /ɟ/, сличан изговору ⟨г⟩ у „гирос”. Одговарајуће слово у латиници је G (G g), а име слова је г'е (ҝе, [ˈɟɛ]).

## Рачунарски кодови
| Знак                      | Ҝ                                               | Ҝ                                               | ҝ                                             | ҝ                                             |
| ------------------------- | ----------------------------------------------- | ----------------------------------------------- | --------------------------------------------- | --------------------------------------------- |
| Назив у Уникоду           | CYRILLIC CAPITAL LETTER KA WITH VERTICAL STROKE | CYRILLIC CAPITAL LETTER KA WITH VERTICAL STROKE | CYRILLIC SMALL LETTER KA WITH VERTICAL STROKE | CYRILLIC SMALL LETTER KA WITH VERTICAL STROKE |
| Врста кодирања            | децимална                                       | хексадецимална                                  | децимална                                     | хексадецимална                                |
| Уникод                    | 1180                                            | U+049C                                          | 1181                                          | U+049D                                        |
| UTF-8                     | 210 156                                         | D2 9C                                           | 210 157                                       | D2 9D                                         |
| Нумеричка референца знака | &#1180;                                         | &#x49C;                                         | &#1181;                                       | &#x49D;                                       |

## Слична слова
- Ҥ ҥ : Ћириличко слово Нг

- Г г : Ћириличко слово Г

- Ґ ґ : Ћириличко слово преокренуто Г

- G g : Латиничко слово G

- К к : Ћириличко слово К

- K k : Латиничко слово K